# Il fischio a Eaton Falls
Il fischio a Eaton Falls (The Whistle at Eaton Falls) è un film del 1951 diretto da Robert Siodmak.

## Trama
È un film dallo stampo documentaristico sulle difficoltose contrattazioni tra un gruppo di operai e i loro datori di lavoro in una piccola cittadina del New Hampshire.

## Produzione
Il film, diretto da Robert Siodmak su una sceneggiatura di Lemist Esler, Laurence Heath e Virginia Shaler, fu prodotto da Louis De Rochemont per la Columbia Pictures Corporation e girato a Dover nel New Hampshire.

## Distribuzione
Il film fu distribuito negli Stati Uniti dal 2 agosto 1951 al cinema dalla Columbia Pictures.
Alcune delle uscite internazionali sono state:
- nel Regno Unito (Richer Than the Earth)
- in Grecia (To tragiko synthima)
- in Italia (Il fischio a Eaton Falls)

## Promozione
Le tagline sono:
- "You'll say why don't they make more movies like this?".
- "The picture that tells the truth about it!".